# Asteronyx
Az Asteronyx a kígyókarúak (Ophiuroidea) osztályának Euryalida rendjébe, ezen belül az Asteronychidae családjába tartozó nem.
Családjának a típusneme.

## Rendszerezés
A nembe az alábbi 7 faj tartozik; ezekből kettő fosszilis:
- Asteronyx longifissus Döderlein, 1927
- Asteronyx loveni Müller & Troschel, 1842 - típusfaj
- Asteronyx luzonicus Döderlein, 1927
- Asteronyx lymani Verrill, 1899
- Asteronyx niger Djakonov, 1954
- †Asteronyx simplex A.H. Müller, 1950
- †Asteronyx spinulosa Kutscher & Jagt, 2000